# Metal Storm
Metal Storm (también conocido como MetalStorm.net, MetalStorm.ee, MetalStorm.eu o simplemente MS) es una revista electrónica especializada en las diversas formas de la música heavy metal. Su origen se sitúa en la ciudad de Tallin, capital de Estonia, pero atiende a un público internacional, y simbólicamente es reconocido por la adquisición de un dominio de la UE en 2008. A diciembre de 2013, el sitio web alberga 8048 perfiles de bandas, 52079 álbumes, 573 entrevistas, 18434 artículos de noticias y 48187 usuarios registrados.

## Historia
Metal Storm fue lanzada en septiembre de 2000 . De acuerdo a la página web especializada en medir la cantidad de visitas Alexa Internet, Metal Storm tiene un tráfico en torno a 2.412.472, y sus motores de búsqueda refieren aproximadamente el 56% de las visitas al sitio. Alrededor del 68% de las visitas se rebotan (una visita de página). Los. visitantes de Metalstorm.ee revisan 1,3 páginas únicas cada día en promedio. El sitio pertenece a la categoría "Directorios".
La web magazine no tiene un fin comercial, sólo informativo, y el registro es opcional. Hoy en día es considerado el tercer sitio de música más popular en la música heavy metal en el mundo.